# Fortran
Fortran (tudi FORTRAN) (akronim angleške besedne zveze FORmula TRANslator - prevajalnik formul) je eden najstarejših visokonivojskih programskih jezikov (nastal je leta 1954 v IBM; razvil ga je John Warner Backus). Namenjen je predvsem je znanstveno-tehničnim aplikacijam, zelo dobro podpira matematiko, uporablja pa se tudi za pisanje statistik. 
Do sedaj je izšlo kar nekaj različic programa:
- FORTRAN I (1954-1957)
- FORTRAN II (1958)
- FORTRAN III (1958)
- FORTRAN IV (1961)
- FORTRAN 66 (1966)
- FORTRAN 77 (1977) (standard ANSI)
- FORTRAN 90 (1990) (standard ANSI)
- FORTRAN 95 (1995) (standard ANSI)

Zgled programa Pozdravljen, svet:
```
program pozdravljen
print*,"Pozdravljen svet!"
end program pozdravljen

```

Zgled enostavnega programa:
```
        PROGRAM Rad
        REAL P,R,PL,OB
        P = 3.1415926
        R = 2.5
        OB = 2 * P * R
        PL = P * R**2
        PRINT *, "obseg = ", OB
        PRINT *, "ploscina = ", PL
	END

```

Fortran je bil osnova za kasnejše programske jezike, npr.: ALGOL, paskal, BASIC, C itd.